# Reserva Ecológica Lago Lugano
La reserva es un área protegida situada en el sur de la Ciudad Autónoma de Buenos Aires, en el barrio porteño de Villa Soldati. Cuenta con 36 hectáreas de espacios verdes que rodean al Lago Lugano, 350 especies autóctonas y 1.000 metros de senderos, en un gran espacio que respeta la biodiversidad. 

## Situación geográfica y descripción
Se encuentra en el extremo sur del barrio porteño de Villa Soldati, perteneciente a la Comuna 8, dentro del denominado “Parque Polideportivo Julio A. Roca”, junto al Estadio Mary Terán de Weiss (donde se realizan eventos de tenis y se juega la Copa Davis). También se encuentran allí un complejo de canchas de tenis y una “playa artificial”, la que se abre durante los meses de verano.
La reserva se desarrolla en lo que se denomina “Parque Lugano”, el cual posee una superficie de unas 40 hectáreas, mayormente ocupadas por un lago artificial (el lago Lugano) el cual desemboca en el arroyo Cildáñez. Este lago, de 550 metros de diámetro, fue construido, junto con otros dos más (el Regatas y el Soldati), en la década de 1940, con el objetivo de controlar los desbordes de las aguas del Riachuelo durante las inundaciones, al derivarlas hacia los lagos mediante el arroyo Cildáñez.
El área protegida está limitada al sur por la Av. Escalada, al oeste por la Av. Cnel. Roca, al este por la Av. 27 de Febrero (que la separa del curso del Riachuelo) y al norte por caminos internos y la margen sur del arroyo Cildáñez.

## Infraestructura, ordenamiento jurídico y objetivos
En su interior, el área protegida posee un centro educativo y de investigación, un centro de interpretación y senderos de observación. También contiene un vivero para la producción de plantas nativas y una huerta ecológica educativa.
El 29 de noviembre de 2012, la legislatura porteña cambia la categoría Distrito de Zonificación E4 14 ("Distrito Deportivo") con que contaba este espacio verde, por la catalogación de "Distrito Urbanización Parque" (UP) del Código de Planeamiento Urbano (Ley 449). Se crea así el “Distrito Área Reserva Ecológica Lago Lugano" el cual fue conseguido mediante una ley cuya autoría fue obra del diputado del Partido Socialista Auténtico Adrián Camps.  Por la misma se mantenía la funcionalidad del lago Lugano como regulador hidráulico. Si bien desde la idea original ya se había pensado en crear allí una reserva ecológica, la posibilidad había sido desestimada en razón de que, por intermedio de la Coordinación Reserva Ecológica Costanera Sur, la Dirección General de Espacios Verdes había emitido un informe técnico el cual objetaba esa aptitud por la incompatibilidad del área con la ley 1540 de contaminación auditiva, ya que la misma no podría contar con zonas de amortiguación sonora en su derredor. Deberá ser nuevamente recategorizado por la legislatura, esta vez como reserva, con el objetivo de generar allí un recurso educativo, paisajístico y fomentar el desarrollo de la zona sur de la ciudad.
Al convertirse en reserva natural urbana, sus roles principales son la educación e interpretación ambiental, la conservación de los recursos biológicos, la investigación científica, la participación de la ciudadanía y, por último, el esparcimiento de la población. Su acceso es además libre y gratuito.

## Clima
El clima del área es subtropical marítimo, gracias a la acción morigeradora del Río de la Plata con aguas provenientes de latitudes intertropicales. La temperatura anual promedio es de 17,6 °C, y las precipitaciones anuales totalizan alrededor de 1150 mm, y están repartidas especialmente entre los meses cálidos. En invierno pueden eventualmente presentarse suaves heladas.

## Patrimonio biológico
Si bien la superficie es algo pequeña, cuenta con una importante biodiversidad. Como resultado de relevamientos de su ornitofauna ya se han identificado 118 especies de aves. También se encuentran reptiles, como tortugas acuáticas y lagartos overos y mamíferos, como coipos y cuises. Entre los insectos destacan las más de 20 especies de mariposas. En relación con su riqueza florística, se han inventariado más de 120 especies de plantas. Entre las especies vegetales que mantienen poblaciones aquí, se encuentra la orquídea del talar (Chloraea membranácea).

## Ecorregiones
Su superficie emergida pertenece eventualmente a tres ecorregiones terrestres.
- Los pastizales que dominaron en el interior de lo que hoy es la ciudad de Buenos Aires, se encuentran dentro de lo que es la pampa húmeda.
- Las lomadas y barrancas del arroyo presentaban bosques xerófilos correspondientes al talar bonaerense.
- El sector de bajíos ribereños que marginaba el arroyo y el Riachuelo es propio de la región del delta e islas del Paraná.